# Танай, Шахнаваз
Шахнаваз Танай (пушту شهنواز تڼی‎; 1950, провинция Пактия — 7 марта 2022) — афганский государственный и военный деятель, министр обороны Афганистана (1988—1990). Кадровый офицер, он предпринял попытку военного переворота против президента Наджибуллы, которая была подавлена правительственными войсками.

## Биография

### Армейская и политическая карьера
Родился в 1950 году в округе Хост провинции Пактия в пуштунской семье из рода синаки племени танай. Окончил кабульский военный лицей и пехотный факультет столичного Высшего военного училища (Харби похантун).
Вступил в НДПА, являлся членом фракции «Хальк». Был активным участником Саурской революции 27 апреля 1978 года. В период с 1978 по 1980 годы занимал должность командира батальона коммандос. В 1980 году стал командующим Центральным (1-м) армейским корпусом, а в 1984 году — начальником Генерального штаба и одновременно с 22 мая 1986 года являлся членом Совета обороны ДРА и руководителем Оперативной группы Совета обороны. С 1984 года член ЦК НДПА, а с октября 1987 года — кандидат в члены политбюро ЦК партии. 17 августа 1988 года был назначен министром обороны Афганистана.

### Мятеж Таная
В августе 1989 года в Кабуле была раскрыта подпольная диверсионно-террористическая организация и заговор с целью свержения правящей власти, в которых оказались замешаны армейские офицеры. К концу года были арестованы 127 человек, включая несколько генералов афганской армии. Это вызвало негативную реакцию у Таная, который в один из дней, покидая кабинет президента, с возмущением сказал: «Это — заговор против меня лично и против халькистов». Он укрылся в Министерстве обороны и под угрозой поднять армию потребовал освободить арестованных генералов. В конце концов Наджибулла освободил четырёх генералов. Однако на этом конфликт между министром обороны и президентом не был исчерпан.
6 марта 1990 года Шахнаваз Танай возглавил вооружённый мятеж против Наджибуллы. Утром этого дня он с группой офицеров и большим числом охраны прибыл на аэродром Баграм в 50 км к северу от Кабула. На его стороне выступили 4 и 15-я танковая бригады, а также 52-й полк связи и 40-я дивизия. Генерал лично отдал приказ о нанесении бомбово-штурмовых ударов по Кабулу. Ожесточённые бои правительственных войск с мятежниками развернулись в районе Министерства обороны и вокруг авиабазы Баграм. В результате правительственным войскам в течение суток удалось подавить сопротивление путчистов.
В 12 часов 25 минут 7 марта Танай вместе с другими взбунтовавшимися генералами и их семьями вылетел с аэродрома Баграм в Пакистан, где он встретился с главой сухопутных войск Пакистана генералом Аслам Беком и шефом пакистанской разведки Шамсур Рахманом Каллу, причём во встрече участвовал один из лидеров вооружённой оппозиции Гульбеддин Хекматияр. На следующий день на заседании Политбюро ЦК НДПА Танай был выведен из состава её членов, а 18 марта пленум ЦК исключил его из партии.
По воспоминаниям полковника КГБ СССР Валерия Бочкова, занимавшего пост советника министра государственной безопасности Демократической Республики Афганистан в 1989—1990 годах, афганские войска сумели подавить сопротивление путчистов благодаря своевременно проведённой оперативной и тактической подготовке: в то время Бочков занимался созданием аналога спецподразделения «Альфа» при Министерстве государственной безопасности.

### После мятежа
После провала мятежа Танай, по одним данным, некоторое время командовал войсками ИПА в провинции Логар, по другим — в 1996 году участвовал в планировании и проведении военных операций «Талибана» в Нангархаре и Герате. 27 сентября 1996 года талибы взяли Кабул и убили Наджибуллу и его брата, укрывавшихся в миссии ООН после падения режима НДПА в 1992 году. Российский специалист по истории Афганистана Владимир Пластун в своей работе «Наджибулла. Афганистан в тисках геополитики» так характеризует деятельность Таная на стороне талибов после занятия ими Кабула:

В Кабул были стянуты многочисленные кадровые офицеры пакистанских спецслужб, а также группа перешедших на сторону Д[вижения] Т[алибан] бывших халькистов во главе с уже упоминавшимся Ш. Н. Танаем, которая занималась выявлением, задержанием и казнями активных участников подавления попытки переворота, а также видных сторонников Наджибуллы, остававшихся в столице.

Существует информация о том, что в 2001 США рассматривали Таная, находившегося тогда в пакистанском городе Пешаваре, как одного из возможных партнёров в борьбе против талибов.
В 2005 году Танай жил в Пакистане в городе Равалпинди и заявлял о намерении вернуться в Афганистан и заняться политической деятельностью. В том же году он возглавил политическую партию «Ди Афганистан ди сули гурзанд гунд» («Движение мира Афганистана»), принявшую участие в парламентских выборах.
В 2007 году ряд афганских историков обвинили Таная в причастности к убийству Наджибуллы, считая, что именно верные Танаю люди, хорошо знающие, в отличие от бойцов «Талибана» столичные улицы, забрали Наджибуллу из миссии ООН. Сам Танай опроверг все эти обвинения.

## Личность Таная
Специалист по истории Афганистана Михаил Слинкин даёт такой портрет Таная:

Как признавали его близкие друзья и сослуживцы, в нём удивительно совмещались политическая неграмотность и выдающийся военный талант, решительность и авантюризм, храбрость военного человека и вероломство в будничной жизни, чувство товарищества и гипертрофированное высокомерие, властолюбие и бонапартистские наклонности. Злые начала в его характере и поведении значительно преобладали. Среди армейской когорты убеждённых халькистов он, безусловно, был одной из наиболее одиозных фигур.

Генерал Махмут Гареев, являвшийся главой советской оперативной группы при президенте Наджибулле, рассказывает:

Вообще, надо отдать ему должное: Танай был энергичным, способным офицером, настоящим военным профессионалом. Он обладал сильной волей, большой работоспособностью и среди афганских офицеров выделялся организаторскими качествами. Я с ним впервые познакомился в начале 80-х годов, когда он был командиром 1-го армейского корпуса, оборонявшего Кабул совместно с советскими войсками. В отличие от многих афганских командиров, он постоянно бывал в подчинённых ему частях, активно вникал в их устройство и боевую подготовку.
<…> Слабой стороной Таная была его политическая ограниченность, что позволяло некоторым более опытным политиканам втягивать его в различного рода сомнительные политические интриги. Иногда он конфликтовал с президентом, его окружением, с министрами других силовых структур по мелочам и вообще имел очень неуживчивый характер.

Он также подчёркивает:

Он небольшого роста, но физически крепкий и выносливый человек, обладавший и хорошей практической сообразительностью. Но должность министра обороны неизбежно связана и с участием в решении военно-политических вопросов. А его амбиции далеко не соответствовали уровню его политического развития и мышления. Гибкости и зрелости в политических вопросах ему явно недоставало.